# 피터 듀친
피터 듀친(Peter Duchin, 1937년 7월 28일~ )은 댄스 음악에 능숙한 피아노 주자이다. 부친은 1930년대에서 1940년대에 걸쳐 인기가 높았던 피아노 주자 에디 듀친이다. 예일 대학에서 프랑스의 파리 음악원으로 진학하여 1961년부터 본격적으로 레코드와 그 밖의 분야에서 연주활동을 시작하였다. 별로 개성적이라고는 할 수 없으나 소박한 연주에 호감을 느끼게 된다.